# João Cabreira
João Cabreira (nascido em 12 de maio  de  1982 em Aguçadoura)é um ciclista português. Campeão de Portugal em estrada em 2008 e 2011, ganhou também a volta ao algarve em 2006.

## Biografia
Campeão de Portugal esperanças e vencedor da Volta a Portugal do Futuro em 2004, João Cabreira participou em final de temporada no campeonatos mundiais em estrada com a equipa de Portugal dos menos de 23 anos. Classifica-se 33.º do contrarrelógio desta categoria, e abandona durante a ciclismo em estrada.
Passa a profissional em 2005 na equipa Carvalhelhos-Boavista. No ano seguinte, apanha a formação Maia-Milaneza. Consegue  a Volta ao Algarve graças à sua vitória na última etapa. Em 2008, é consagrado Campeão de Portugal em estrada. Arguido de ter querido subtrair-se a um controle anti-dopagem fora de competição em julho, é suspenso dez mêses pela federação portuguesa, depois é banido em dezembro. Em fevereiro de 2009 a federação portuguesa suspende-o dois anos por ter falsificado um controle antidopagem realizado em maio de 2008, com a protease. Banido em pronúncia por um corpo de justiça portuguesa, vê a sua suspensão de dois anos confirmadas pelo Tribunal Arbitral do Desporto (TAD) em abril de 2010. O TAD fixa o começo da sua suspensão em 24 de fevereiro  de  2009. João Cabreira pode depois retomar a competição em 25 de fevereiro  de  2011.  Corre em 2011 para a equipa portuguesa Onda Em junho, consegue pela segunda vez o campeonato de Portugal em estrada.
João cabreira criou uma empresa de nome Cabreira Solutions, organização de provas amadoras Grandfondos. 

## Palmarés
- 2004
  -  Campeão de Portugal em estrada esperanças
  - Volta a Portugal do Futuro :
    - Classificação geral

  - 4. ª etapa
- 2006
  - Volta ao Algarve
    - Classificação geral

  - 5. ª etapa
  - 7. ª etapa da Volta a Portugal
- 2008
  -  Campeão de Portugal em estrada
  - 3b etapa da Volta a Trás os Montes e Alto Douro
  - Clássica da Primavera
- 2009
  - 3º do Grande Prémio Internacional de Torres Vedras
  - 2. ª etapa do Troféu Joaquim Agostinho
  - 4. ª etapa da Volta a Portugal
  - 3.º do Troféu Joaquim Agostinho
- 2011
  -  Campeão de Portugal em estrada

## Classificações mundiais
}
| Ano             | 2006  | 2007  | 2008 | 2009  | 2010 | 2011  |
| UCI Europe Tour | 88.º. | 874.º | 1217 | 235.º |      | 183.º |